# Иван Мутафов
Иван Петков Мутафов е български революционер, деец на Вътрешната македоно-одринска революционна организация.

## Биография
Иван Мутафов е роден в Русе. Става четник при войводата Боби Стойчев на 15 август, която чета при избухването на Илинденско-Преображенското въстание действа в Кратовско, Кумановско и Скопско и на 6 октомври 1903 година се завръща в България.
Иван Мутафов се присъединява към четата на Лука Иванов и заминава за Македония на 20 февруари 1904 година. Там остава до 15 октомври 1904 година, а след това е четник в четата на местния воденски войвода Кара Ташо. След като войводата Ташо е убит Иван Наумов за кратко ръководи четата. В сражение с чета на гръцката пропаганда е ранен в корема и за кратко време се лекува и окрива по селата.
През зимата на 1905 година Иван Мутафов се завръща в България. Живее в София и членува в организацията на ветераните „Илинден“. Женен е за Мара, с която имат четирима синове – Любчо, Борьо, Божо и Васко. Умира на 12 септември 1943 година в София.